# Laiterie coopérative alsacienne Alsace Lait
Laiterie Coopérative Alsacienne Alsace Lait est une entreprise de l'industrie laitière française. Elle est spécialisée dans la transformation des laits crus de vache des trois cents exploitations agricoles coopératrices.

## Entente sur les prix
En mars 2015, l'entreprise est condamnée dans l'affaire dite du « cartel du yaourt », pour entente illicite sur les prix et les appels d'offres pour produits laitiers frais vendus sous marque de distributeur à une forte amende par l'autorité française de la concurrence,,.